# Blanqueo del coral

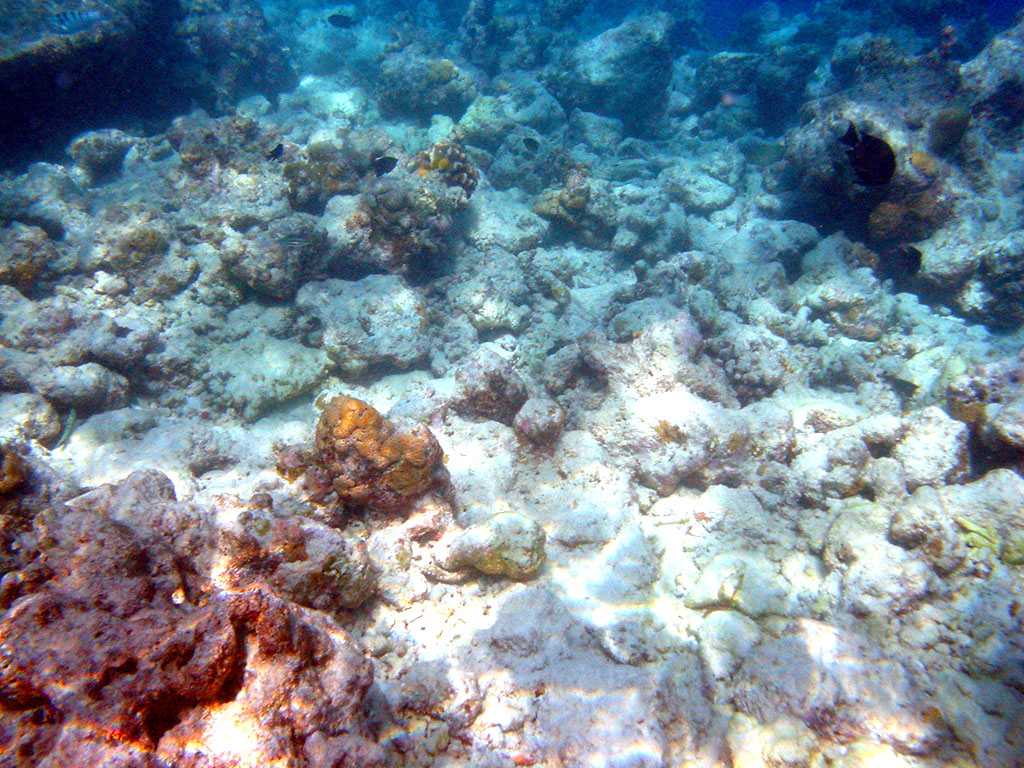
Corales blanqueados

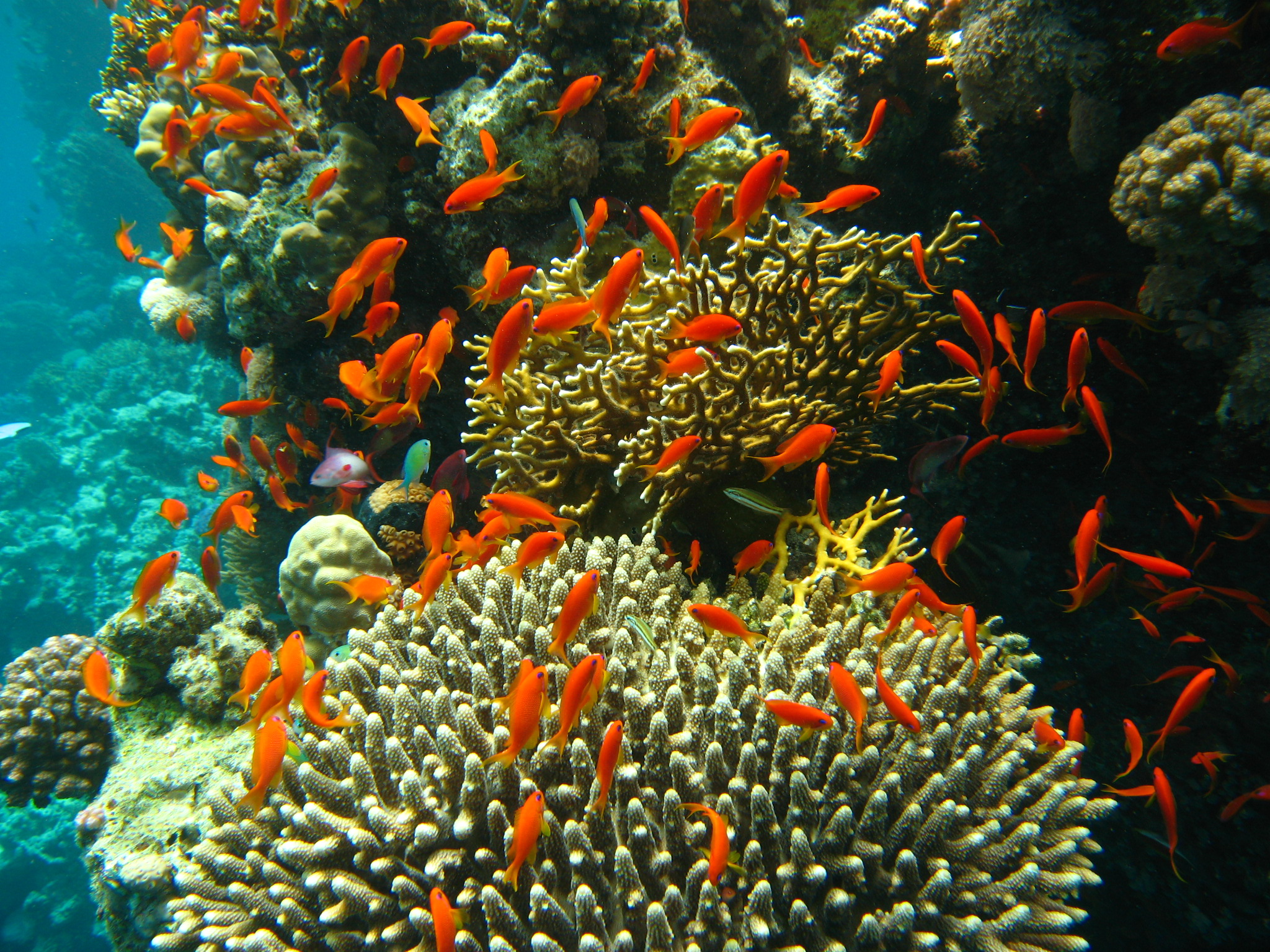
Corales sanos

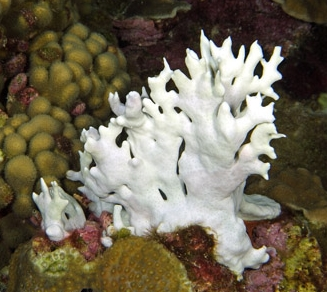
Colonia de Millepora sp. totalmente afectada por el blanqueo

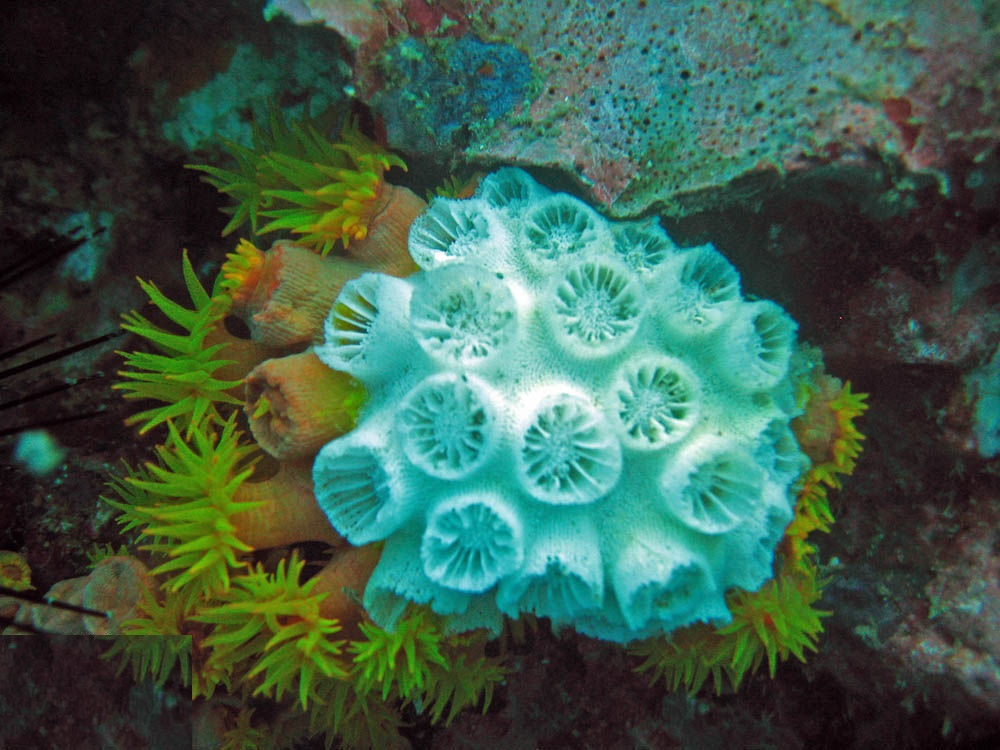
Colonia de Tubastraea micranthus parcialmente afectada por blanqueo

El blanqueamiento de los corales o decoloración de los corales es debido al estrés inducido por la expulsión, muerte de su simbionte (Dinoflagellata) y pérdida de pigmentación . Los corales  formadores de grandes ecosistemas de arrecifes de coral en aguas subtropicales oligotroficas son establecidos a partir de la simbiosis de microalgas dinoflageladas de la familia Symbiodiniaceae que dan una diversidad de colores para cada clado. Bajo estrés, el coral expulsa sus microalgas, dejando sin pigmento al pólipo, mostrando un tono completamente blanco, que finalmente induce el término de blanqueo.
Una vez que el blanqueo comienza, tiende a continuar incluso sin continuar el estrés. Si la colonia de coral sobrevive al periodo de estrés las microalgas muchas veces requieren de semanas a meses para recuperar la densidad normal. Nuevos residentes pueden ser de otras especies. Algunas especies de corales son más resistentes a estrés que a otras especies.

## Cambio climático: blanqueamiento de corales
El cambio climático es un fenómeno global de creciente preocupación en los ámbitos científico, político, social y mediático. Este problema se manifiesta a través de diversas señales alarmantes que indican un deterioro significativo en el estado del planeta.
En primer lugar, las emisiones de gases de efecto invernadero continúan aumentando anualmente, contribuyendo al calentamiento global. Este fenómeno se traduce en consecuencias severas, como la acidificación de los océanos, el incremento del nivel del mar y la alteración de los patrones de lluvia. En el ámbito específico de los océanos, el nivel medio del mar ha alcanzado un récord en 2021, con un aumento promedio de 4.5 mm anuales entre 2013 y 2021, más del doble del período entre 1993 y 2002. Paralelamente, el contenido calorífico de los océanos ha alcanzado niveles sin precedentes, evidenciado por olas de calor marinas intensas que afectarán vastas áreas en 2021. Además, el calentamiento global se refleja en las temperaturas récord registradas en los últimos siete años, siendo la década de 2011 a 2020 la más cálida jamás documentada. Esta tendencia se confirma con el dato de que cada uno de los años desde 2015 ha sido catalogado como uno de los más cálidos.

## Causas
Con la revolución industrial, de repente el hombre emitió en la atmósfera millones de toneladas de gas carbónico y otros gases de efecto invernadero, y como consecuencia duplicó la cantidad de CO2 presente en la atmósfera respecto a las cantidades mínimas de los últimos 700 mil años (410-415 partes por millón respecto a 200-180 partes por millón) .El blanqueamiento coralino, este proceso se desencadena cuando las temperaturas oceánicas aumentan, provocando que los pólipos de los corales expulsen a las zooxantelas, desencadenando así un impactante efecto de decoloración coralina.A este desafío se suman amenazas adicionales, como la contaminación marina, la exposición excesiva a la luz solar, mareas extremadamente bajas y el agravamiento de la crisis de sobrepesca. La combinación de estos factores multiplica la vulnerabilidad de los arrecifes coralinos, exigiendo una respuesta urgente a nivel global para abordar tanto las causas fundamentales del cambio climático como las presiones locales que amenazan la salud de estos ecosistemas marinos vitales.
El blanqueamiento ocurre cuando las condiciones óptimas para mantener las microalgas en el  tejido de los corales no se mantienen. Cualquier desencadenante ambiental que afecta la habilidad del huésped para suplir de compuestos inorganicos utilizados para la  fotosíntesis (Nitrógeno, Dióxido de Carbono , Fosfatos y una adecuada iluminación) dará lugar a la expulsión de las microalgas. Este proceso es una “espiral descendente”, por lo cual el coral tendrá un fracaso en prevenir la división de las microalgas, generando cada vez que una mayor cantidad de carbono derivado de la fotosíntesis se desvíe hacia el alga en lugar de ir al huésped. Esto hace aún más frágil el balance de energía requerido por el coral imposibilitando que continúe manteniendo la microalga, por lo tanto el coral pierde la habilidad de mantener su control sobre su endosimbionte.

## Arrecifes de coral
Las áreas costeras albergan algunos de los ecosistemas más diversos y productivos del planeta, entre ellos manglares, arrecifes coralinos y pastos marinos, característicos de la interfaz marino-costera. En particular, los arrecifes coralinos no sólo desempeñan un papel crucial como barreras naturales ante tormentas tropicales y huracanes, sino que también albergan aproximadamente el 25 % de las especies marinas, a pesar de cubrir solo el 0.2 % de los fondos marinos. Sin embargo, la cruda realidad es que hemos perdido el 20 % de los arrecifes coralinos mundiales en las últimas décadas, y se proyecta que el 60 % restante podría desaparecer en las próximas décadas debido al cambio climático. Esta pérdida significativa subraya la urgencia de abordar las causas fundamentales del cambio climático y de implementar medidas de conservación para preservar estos vitales ecosistemas costeros.

## Desencadenantes

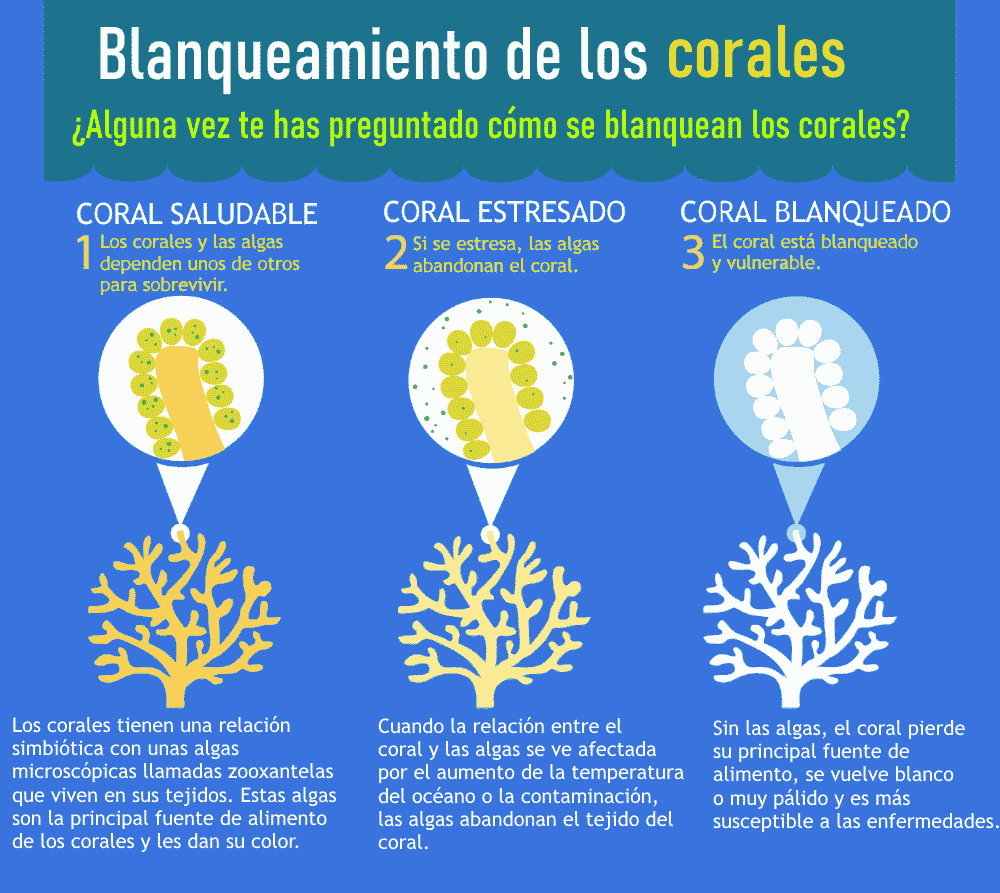

El blanqueamiento de coral es un vívido signo de respuesta al estrés, que puede ser inducido por alguno de estos:
- Incremento (más comúnmente) o reducción de la temperatura del agua[11][12]
- Eutrofización y florecimiento de algas nocivas para el coral (un exceso de nutrientes en las zonas costeras causada por la escorrentía de fertilizantes agrícolas y los residuos humanos puede estar detrás actualmente de la eutrofización de las aguas marinas, del apogeo de algas y del blanqueo de los corales)
- Incremento de la radiación solar (Radiación Fotosintéticamente Activa y luz de banda ultravioleta)[13]
- Cambios en la química del agua (en particular acidificación)[14][15]
- Inanición causada por la declinación de zooplancton[16]
- Incremento en la sedimentación (debido a limo perdido)
- Infecciones patogénicas
- Cambios en la salinidad
- Viento[12]
- Exposición al aire por marea baja[12]
- Pesca con cianuro

### Cambio de temperatura

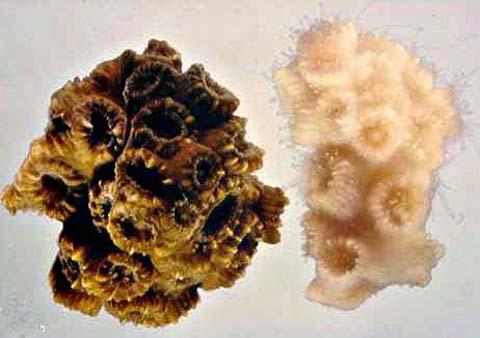
Corales sanos (izquierda) y blanqueados (derecha)

El cambio de temperatura es la causa más común de blanqueo de coral.
Grandes colonias de coral, como las del género Porites, son capaces de soportar extremos choques de temperatura, mientras los frágiles corales ramificados, como Acropora, son más susceptibles a estrés cuando se produce un cambio de temperatura. Los corales expuestos a bajos niveles de estrés son más resistentes al blanqueo.
Factores que influencian el resultado de eventos de blanqueo incluyen resistencia al estrés lo que reduce el blanqueo, tolerancia a la falta de microalgas y que rápidamente crece el nuevo coral para reemplazar al muerto. Debido a la desigual naturaleza del blanqueo, condiciones climáticas locales como sombreado o una corriente de agua fría pueden reducir incidentes de blanqueo. La salud de los corales y la genética también influyen en el blanqueo.

#### Monitoreo de la temperatura de la superficie de los arrecifes
La Administración Nacional Oceánica y Atmosférica de Estados Unidos (NOAA por sus siglas en inglés), monitorea los “puntos calientes” de blanqueo, áreas donde la temperatura de la superficie del mar aumentan en 1 °C o más, por encima del promedio mensual a largo plazo. Este sistema detectó el evento mundial de blanqueo en todo el mundo de 1998, que corresponde al fenómeno de "El Niño". NOAA también usa un satélite con resolución nocturna de 50k, que algunos argumentan, cubre un área espacial demasiado grande y no detecta la máxima temperatura del mar que usualmente ocurre al mediodía.

### Cambios en la química del océano
Los incrementos en la acidificación del océano probablemente exacerban los efectos de blanqueo del estrés termal.

### Enfermedades infecciosas

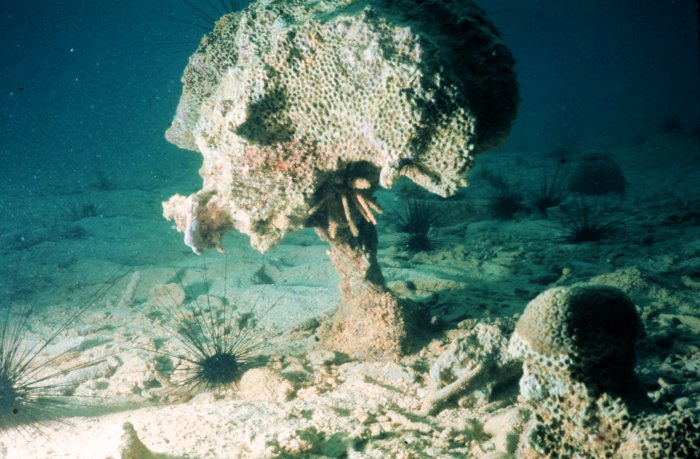
Bioerosión (coral dañado) esto puede haber sido causado por el blanqueo de coral.

Fue descubierto en 1996 en el mar Mediterráneo que un agente de blanqueo, la Oculina patagónica, era una bacteria infecciosa que atacaba a la zooxanthellae. La bacteria fue luego identificada como Vibrio shiloi. V. shiloi es infecciosa solo durante períódos cálidos. La elevación de la temperatura incrementa la virulencia de V. shiloi, la cual se adhiere más fácilmente a la beta-galactosida contenida en un receptor en el mucus del coral hospedador. V. shiloi luego penetra la epidermis del coral, se multiplica y produce ambas toxinas: calor-estable y calor-sensitiva, que afectan a la zooxanthellae por inhibir la fotosíntesis y causar lisis.
Durante el verano de 2003, los arrecifes de coral en el Mediterráneo parecieron ganar resistencia al patógeno y no se observaron futuras infecciones. La principal hipótesis para la aparición de esta resistencia fue la aparición de presencia de comunidades simbióticas de una bacteria protectora viviendo en los corales. Las especies de bacterias capaces de la lisis de V. shiloi no han sido identificadas.

## Impacto
En los próximos años, se espera que los arrecifes de coral sean altamente susceptibles al más frecuente evento de blanqueo. El cambio climático es una gran amenaza para los sistemas de arrecifes de coral en todo el mundo.
Para el año 2050, se estima que el 90% de los arrecifes de coral podría experimentar blanqueamiento, un fenómeno resultante de la pérdida de la relación simbiótica entre los corales y las zooxantelas, dinoflagelados fotosintéticos. Factores como altas temperaturas, sedimentación y contaminantes químicos provocan la expulsión de estas algas, dando lugar al fenómeno de blanqueamiento, donde las colonias pierden su coloración y, en algunas semanas, pueden perecer. La situación es especialmente alarmante en el Atlántico, donde más del 75% de los arrecifes de coral están amenazados, y en más de 20 países y territorios de la región, todos los arrecifes de coral se consideran amenazados.
La acidificación de los océanos agrava aún más la situación, y se proyecta que para 2050 sólo alrededor del 15% de los arrecifes de coral están en áreas con niveles de aragonita adecuados para el crecimiento del coral. Este escenario plantea una seria amenaza para la salud de estos ecosistemas marinos vitales. Sin embargo, hay indicios de resiliencia en los arrecifes. Se ha observado que las áreas afectadas por el evento de blanqueamiento de los corales en 1998 experimentaron los mayores aumentos en la cobertura de coral, demostrando el potencial de recuperación de estos ecosistemas en una década. A pesar de estas señales alentadoras, la urgencia de abordar las causas fundamentales del cambio climático y adoptar medidas de conservación sigue siendo crucial para garantizar la supervivencia a largo plazo de los arrecifes de coral en todo el mundo.

### Gran barrera de coral

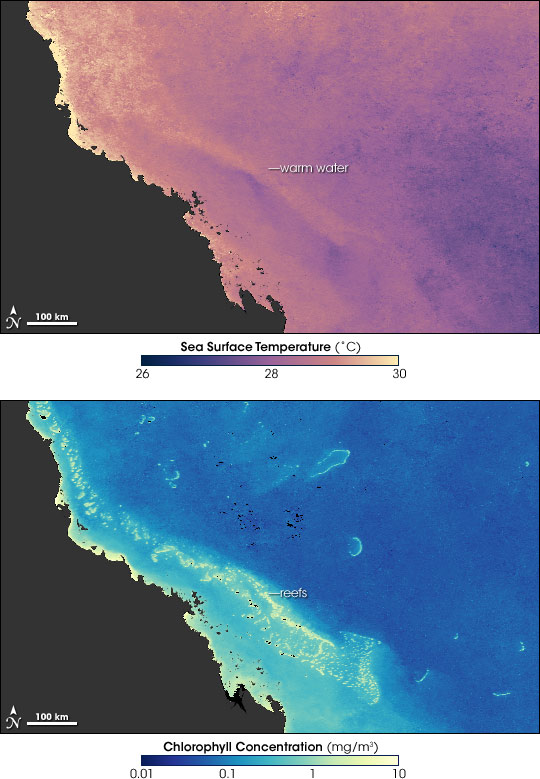
Dos imágenes del gran barrera de coral mostrando el agua caliente (imagen de arriba) coincide con el arrecife de coral (imagen de abajo), dando creación a las condiciones que pueden causar el blanqueo de coral.

La gran barrera de coral a lo largo de la costa de Australia experimentó eventos de blanqueo en 1980, 1982, 1994, 1998, 2000 y 2006. Mientras que algunas áreas eran recubiertas con una bajo nivel de corales muertos, algunos lugares sufrieron severos daños con un 90 % de los corales muertos. Los eventos más generalizados e intensos ocurrieron en verano de 1998 y 2002, afectando cerca del 42 % y 54 % de los arrecifes respectivamente.
Los escenarios de calentamiento moderado del IPCC (B1 a A1T, 2 °C para el 2100, IPCC, 2007, Table SPM.# p. 13) pronostican que los corales en la Gran Barrera de Coral son bastante probables de experimentar regularmente altas temperaturas en verano, suficientemente fuertes como para inducir blanqueo.

### Otras áreas
Otras regiones de arrecifes de coral han sido permanentemente dañadas, la mayoría en el Océano Indicó. Más del 90 % de la cobertura de coral se ha perdido en Maldivas, Sri Lanka, Kenia, Tanzania y Seychelles. Las extensivas investigaciones en los ´70 sobre la tolerancia térmica en los corales de Hawái, dio a los investigadores evidencia del calentamiento del océano en 1990 y poder predecir la ocurrencia masiva de blanqueo de coral alrededor de Hawái. Los mayores blanqueos ocurrieron en 1996 y en 2002.
Los corales en el sur del mar Rojo no se blanquean incluso cuando las temperaturas en verano llegan hasta 36 °C.
Blanqueos significativos han ocurrido en el mar Mediterráneo en 1996.